# Авратынская возвышенность
Авра́тынская возвы́шенность (Авра́тынское плоского́рье; укр. Авра́тинська височина́, Авратинське узгір'я) — название части Подольской и Волынской возвышенностей в Тернопольской и Хмельницкой областях Украины. Расположена между Медоборами и Кременецкими горами. Название берёт из-за местечка Авратин. Название данной местности дал русский естествоиспытатель Эйхвальд.
Территориально возвышенность определяется как восточная часть водораздела между левобережными притоками Днестра (Збруч, Ушица), притоками Припяти (Горынь, Случь) и Южного Буга.
Словарь Брокгауза и Ефрона определяет границы возвышенности следующим образом: «от Почаева к истокам Южного Буга». Во времена Российской империи по возвышенности проходила граница между Волынской губернией и Галицией. В настоящее время географический термин используется крайне редко.

## Рельеф
Авратынская возвышенность сложена из горизонтально наслоенных пластов мела и миоцена, глубоко изрезанных речками и оврагами. На территории возвышенности расположено большое число водных источников. Поверхность слабохолмистая, высоты — до 350 метров.

## История термина
Название возвышенности происходит от расположенного в её пределах села Авратын.
Термин «Авратынская возвышенность» введен российскими географами в 1-й половине XIX века, и впоследствии распространен картографом А. Тилло на Волынскую и восточную часть Подольской возвышенности.